# Carlos Jiménez Mabarak
Carlos Jiménez Mabarak (Tacuba, Ciudad de México, 31 de enero de 1916 - Cuautla, Morelos, 21 de junio de 1994) fue un compositor mexicano representativo de la música del siglo XX.
La obra de Mabarak se clasifica de transición entre el nacionalismo y la vanguardia. Fue uno de los compositores mexicanos con mayor producción musical en el siglo XX; su obra abarcó un amplio rango de géneros, desde baladas, sonatas y canciones, hasta sinfonías  y óperas pasando por conciertos para algún instrumento,  como su Concierto para trompetas, así como música cinematográfica. 

## Biografía
Realizó sus estudios básicos en Guatemala, Chile y Bélgica. Su madre fue la escritora veracruzana Magdalena Mabarak; su padre, Antonio Jiménez Rojo, inspector ferroviario. Pasó prácticamente toda su niñez fuera de México.
Quedó huérfano de padre a los cuatro años, quedando la madre al cuidado y educación de los hijos.
Su niñez y juventud las vivió en diversos países, pues su madre trabajaba en el servicio diplomático.
La familia se trasladó a Guatemala cuando Carlos contaba con seis años. Vivieron cerca de dos años en Quetzaltenango y aproximadamente tres años en la capital de aquel país centroamericano.
En el colegio Minerva de Quetzaltenango inició sus estudios de piano con el profesor guatemalteco Jesús Castillo.
Posteriormente, con su familia radicó casi cinco años en Santiago de Chile, donde el futuro compositor cursó humanidades en el Liceo de Aplicación y continuó sus estudios musicales.
En 1932 la familia se trasladó a Bélgica. Mientras el resto de la familia viajó a Cuba, Carlos permaneció solo cerca de cinco años en Bruselas, donde estudió la carrera de ingeniería técnica en radio telefonía.
En 1933, Carlos ingresó al instituto de Altos Estudios Musicales de Ixelles, en Bruselas, efectuando estudios con Mme. Jacobi (piano) y Nellie Jones (armonía). En 1936 obtuvo su diploma, además de haber ganado un primer premio en piano.
Los estudios más importantes que hizo fueron de armonía y análisis con Marguerite Wouters, catedrática del Conservatorio Real de Bélgica.
A su regreso a México en 1937 decide dedicarse por completo a la música.
Su maestro de orquesta fue Silvestre Revueltas en el Conservatorio Nacional de Música. Obtuvo un puesto de compositor y acompañante en la Escuela Nacional de Danza.
En 1942 fue nombrado profesor de armonía en el Conservatorio y a partir de 1957 impartió Composición.
En 1945, por encargo de Carlos Chávez escribió la "Sinfonía en Mi bemol". En 1947 el recién creado Instituto Nacional de Bellas Artes lo comisionó para hacer un viaje de observación en materia folklórica enfocada a la danza. En la Sierra y costa de Oaxaca, Jiménez Mabarak recogió importantes experiencias que fueron decisivas en sus siguientes obras para danza.
En 1953 realiza un nuevo viaje de estudios a Europa. En 1956 recibe una beca de la Organización de las Naciones Unidas para la Educación, la Ciencia y la Cultura Unesco. En esta época decide replantear su lenguaje musical y en París estudia dodecafonismo con René Leibowitz; así mismo observa de cerca las músicas concreta y electrónica.
A su regreso a México incluye la técnica dodecafónica como parte de su lenguaje musical. También se vale de algunos recursos magnetofónicos para crear determinados efectos en sus obras. Mediante concurso, en 1968 su ¨Fanfarria¨ fue elegida como ganadora para ser tema oficial de los Juegos Olímpicos de México. Gustó tanto en el mundo y es de tal calidad, que se propuso como tema oficial de los Juegos Olímpicos en adelante, propuesta que no prosperó por preferir que cada país tuviese el suyo, como si eso fuera óbice para que hubiera habido uno oficial general. De 1972 a 1974 Jiménez Mabarak estuvo en Europa desempeñando el cargo de Consejero-Agregado cultural, adscrito a la embajada de México en Viena, Austria.
Desde 1989 fue maestro de composición en la Escuela Nacional de Música de la UNAM. Ya de tiempo atrás fue profesor de docenas de artistas de la música, la danza y el teatro entre los que se cuentan numerosos compositores, directores de ópera, intérpretes, coreógrafos, bailarines y escenógrafos. En 1993 fue nombrado creador emérito.
En enero de 1994 recibió el Premio Nacional de Ciencias y Artes en el área de Bellas Artes correspondiente a 1993. Falleció el 21 de junio de 1994, de problemas derivados de una caída en las escaleras domésticas de la casa que habitaba esos días.

## Características generales de su obra
Respecto a la relación con sus contemporáneos, a Jiménez Mabarak se le puede situar entre dos generaciones: la del último impulso nacionalista, formada por los compositores del Grupo de los Cuatro, y la llamada Tercera Generación, con los compositores nacidos al final de los años veinte y treinta (compositores de la Nueva Música de México: Manuel Enríquez, Joaquín Gutiérrez Heras, Francisco Savín, Leonardo Velázquez, Rafael Elizondo, Mario Kuri Aldana, etcétera).
Su música puede ubicarse en tres períodos, y cada uno comprende alrededor de 20 años:
- I. Primer período: "tradicional" (1935-1955)- Diversidad de estilos: de salón, español, clásico, de formas libres.
- II. Segundo período: dodecafónico (1956-1976): también incluye recursos magnetofónicos en sus obras, como la ópera Misa de seis (1962), con libreto de Emilio Carballido.
- III. Tercer periodo (1977-1994): Se caracteriza por el empleo de elementos tradicionales, como en el primer periodo, combinados con los dodecafónicos, del segundo periodo, por ejemplo en su ópera La Güera (1982), con libreto de Julio Alejandro.

## Música cinematográfica
Además de su prolífica obra de música de cámara y de concierto, Carlos Jiménez Mabarak tuvo una destacada carrera musical en el cine, siendo acreedor a dos premios Ariel en la categoría "Música de fondo":
- VII ceremonia (1952), por la película "Deseada".
- XXVIII ceremonia (1986), por la película "Veneno para las hadas".

### Filmografía
Cine
- Deseada (1951)
- Cuando vuelvas a mi (1953)
- Paraíso escondido (1962)
- El tejedor de milagros (1962)
- The time and the touch (1962)
- Tiempo de morir (1966)
- Los recuerdos del porvenir (1969)
- La vida inútil de Pito Pérez (1970)
- Rosario (1971)
- Kalimán, el hombre increíble (1972)
- Las vírgenes locas (1972)
- Triángulo (1972)
- El pacto (1972)
- Las mariposas disecadas (1978)
- Veneno para las hadas (1986)
- Ataque salvaje (1995)

Televisión
- Los nuestros (1987)